# 김홍석
김홍석(1957년 11월 15일 ~ 2020년 4월 19일)은 대한민국의 배우이다.

## 생애
1976년 연극배우 첫 데뷔하였고 뒤이어 같은 해(1976년)에는 KBS 텔레비전 드라마에 단역으로 첫 출연하였으며 이듬해 1977년 MBC 공채 9기 탤런트로 정식 데뷔하였다. 이후 텔레비전 연기자와 영화 배우와 연극 배우로 활약하였다.

## 출연작

### 연극
- 1976년 《햄릿》 ... 레날도 역(단역)

### 드라마
- 1978년 MBC 일일연속극 《행복을 팝니다》
- 1979년 MBC 일일연속사극 《소망》
- 1979년 MBC 6.25특집극 《최후의 증인》
- 1983년 MBC 대하드라마 《거부실록 - 무역왕 최봉준》
- 1983년 MBC 수목드라마 《엄마의 방》
- 1983년 MBC 월화드라마 《야망의 25시》
- 1983년 MBC 주말연속극 《아버지와 아들》
- 1983년 MBC 주간드라마 《다녀왔읍니다》
- 1983년 MBC 반공드라마 《3840 유격대》
- 1984년 MBC 일일연속극 《물보라》
- 1985년 MBC 베스트셀러극장 《알 수 없는 일들》
- 1985년 MBC 대하드라마 《조선왕조 오백년 - 풍란》 ... 조선 인종 역
- 1987년 MBC 월화드라마 《최후의 증인》
- 1988년 MBC 일요아침드라마 《한지붕 세가족》
- 1988년 MBC 주말연속극 《내일 잊으리》
- 1990년 MBC 주간드라마 《김형사 강형사》
- 1990년 MBC 대하드라마 《조선왕조 오백년 - 대원군》 ... 대한제국 고종 역
- 1990년 KBS 일일연속극 《서울 뚝배기》
- 1992년 MBC 미니시리즈 《질투》
- 1993년 SBS 아침드라마 《사랑의 조건》 ... 서 박사 역
- 1993년 MBC 정치드라마 《제3공화국》 ... 윤태일 장군 역
- 1996년 SBS 드라마 스페셜 《남자대탐험》 ... 김격무 역
- 1995년 MBC 월화드라마 《연애의 기초》
- 1996년 MBC 월화미니시리즈 《그들의 포옹》
- 1997년 MBC 일일시트콤 《남자 셋 여자 셋》
- 1997년 SBS 월화드라마 《여자》
- 1998년 SBS 일일연속극 《7인의 신부》
- 1999년 SBS 드라마 스페셜 《토마토》
- 1999년 MBC 주간시트콤 《여자 대 여자》
- 2000년 MBC 주말연속극 《사랑은 아무나 하나》
- 2000년 SBS 드라마 스페셜 《여자만세》
- 2000년 KBS 월화미니시리즈 《가을동화》... 한태석의 형 역
- 2000년 MBC 수목 미니시리즈 《진실》 ... 자영 담임 역
- 2000년 KBS2 옴니버스드라마 《부부클리닉 사랑과 전쟁》... 시즌1 57회 '매 맞는 아내'편
- 2001년 MBC 수목미니시리즈 《가을에 만난 남자》
- 2005년 MBC 특별기획드라마 《제5공화국》 ... 대아금속 김수철 사장 역
- 2007년 MBC 2부작 드라마 《그라운드 제로》 ... 최일갑 역
- 2010년 평화방송 순교사극 《동정부부 요안 루갈다》 ... 사또 역
- 2012년 SBS 수목드라마 《유령》 ... 세이프텍 본부장 역

### 영화
- 1989년 《쫄병수첩》 ... 권총찬 역
- 2014년 《제4 이노베이터》 ... 철공소 사장 역

## 가족 관계
- 딸 : 김정화, 김정은
- 사위 : 정유정